# Bror Viktor Petersson
Bror Viktor Petersson, B.V. Petersson, född 17 september 1885 i Gävle, död 24 augusti 1950 i Malmö, var en svensk maskiningenjör. Han var far till Wilhelm Winsnes.
Petersson, som var son till kommissionslantmätare Carl Albert Petersson och Viktoria Strömbäck, utexaminerades från Kungliga Tekniska högskolan 1908 och företog studieresor i Amerika, England och Frankrike. Han var justerare i Jämtlands län 1908–1912, blev underingenjör vid Statens Järnvägar 1912, maskininspektör i Luleå 1923, maskiningenjör i Vännäs 1930, var förste maskiningenjör i Kiruna 1933–1936 samt förste maskiningenjör i Malmö och sektionsföreståndare för tågfärjedriften från 1936 till sin död. Han var ledamot av lokala skiljenämnden för arbetstvister i Luleå 1923–1929.